# Krikor Agopian
Krikor Agopian, (Beirut, 1942) pintor libanés.

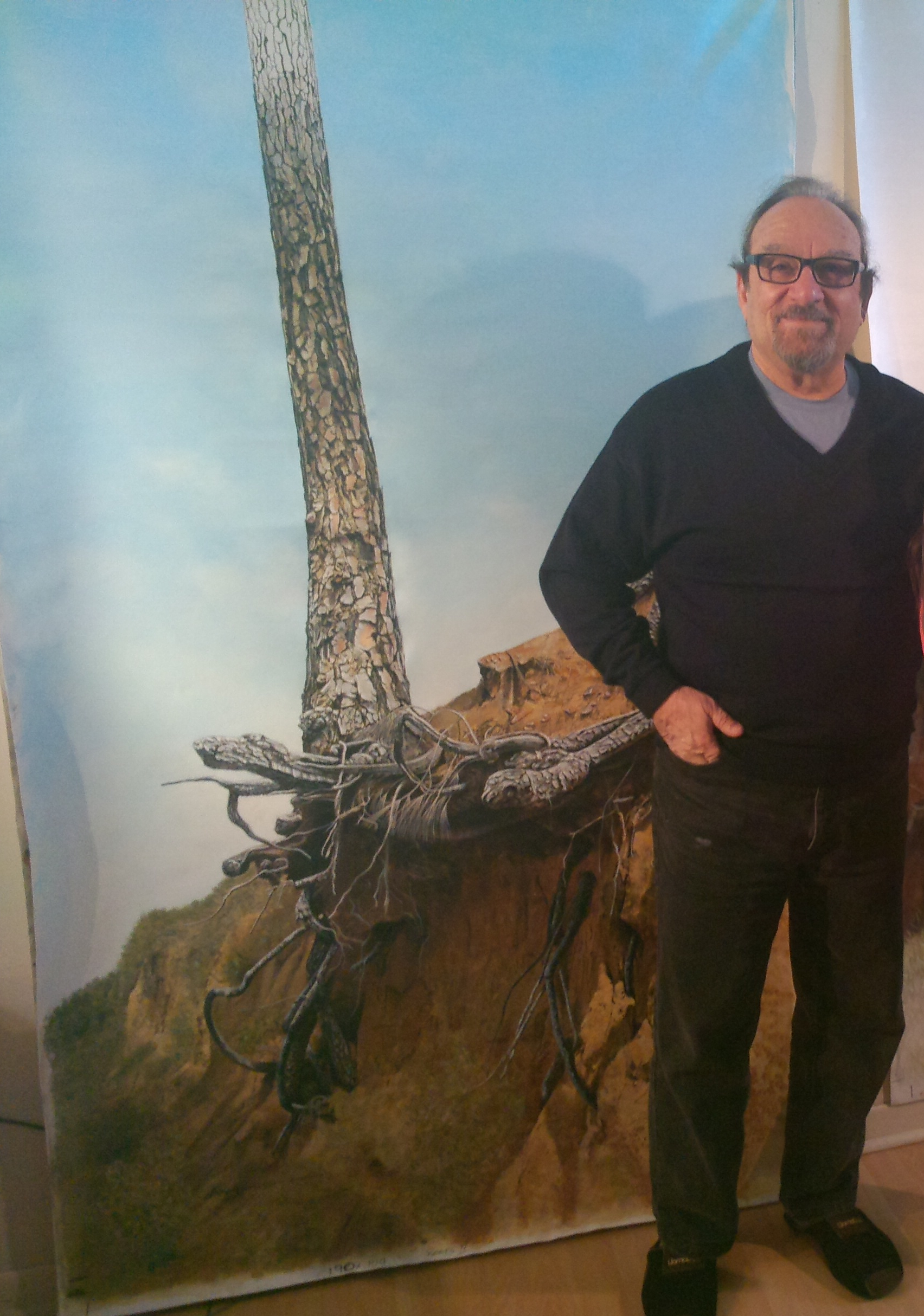
Krikor Agopian en 2013

Estudió en la Washington School of Fine Arts y la Universidad Concordia en Montreal. Ha realizado varias exposiciones individuales en el Líbano, en Canadá y en los Estados Unidos. Ha recibido varios premios y sus obras se encuentran en varias sociedades y museos: Sociétaire du Salon d'Automne, musée Sursock. 
Sobre fondos normalmente anaranjados, suele presentar composiciones oníricas hiperrealistas con sutiles efectos de luz de donde excluidos conflictos y vanidades humanas.